# Słonice (stacja kolejowa)
Słonice – stacja kolejowa w Słonicach, w województwie zachodniopomorskim. Według klasyfikacji PKP ma kategorię dworca lokalnego.  W czasie remontu w roku 2024 stacja została wyposażona w dwa perony o podwyższonych krawędziach, antypoślizgowej nawierzchni oraz ścieżkach dla osób niewidomych. Zainstalowane zostały też nowe wiaty, ławki i LED-owe oświetlenie. Perony są łatwo dostępne, w tym dla osób o ograniczonej mobilności, a także wyposażone w stojaki na rowery. Modernizacja jest częścią projektu finansowanego z programu „Łącząc Europę” (CEF), o wartości ponad 4 mld zł, obejmującego modernizację linii kolejowej Poznań – Szczecin.

## Ruch pasażerski
| Rok  | Wymiana pasażerska na dobę |
| ---- | -------------------------- |
| 2017 | 20-49                      |
| 2022 | 20-49                      |

## Połączenia
- Choszczno
- Krzyż
- Stargard
- Szczecin